# Janusz Kamiński (pułkownik)
Janusz Andrzej Kamiński (ur. 10 listopada 1939 w Kowlu, zm. 13 kwietnia 2003 w Lublinie) – pułkownik dyplomowany pilot Wojska Polskiego, dowódca 45 Pułku Lotnictwa Myśliwsko-Szturmowego w Babimoście, zastępca komendanta Wyższej Oficerskiej Szkoły Lotniczej w Dęblinie.

## Życiorys
Po II wojnie światowej wraz z rodziną osiedlił się w Kępnie, gdzie ukończył szkołę podstawową. Liceum ogólnokształcące ukończył w Chodzieży, wcześniej jednak, od 20 grudnia 1957 r. do 10 grudnia 1958 r., był słuchaczem kursu pilotażu podchorążych rezerwy. 15 listopada 1960 r. został przyjęty do Oficerskiej Szkoły Lotniczej Nr 5 w Radomiu. Szkołę ukończył 31 marca 1963 r.
Zawodową służbę wojskową rozpoczął w 21 samodzielnym pułku lotnictwa rozpoznawczego w Sochaczewie. 13 kwietnia 1963 r. został starszym pilotem, 1 grudnia 1965 r. dowódcą klucza lotniczego. W okresie od 30 września 1969 r. do 31 sierpnia 1972 r. studiował w Akademii Sztabu Generalnego Wojska Polskiego w Rembertowie.
Po studiach został zastępcą do spraw liniowych dowódcy eskadry lotnictwa rozpoznania taktycznego w 21 pułku lotnictwa rozpoznania taktycznego w Powidzu. 2 września 1972 r. objął obowiązki zastępcy do spraw liniowych dowódcy eskadry w 45 pułku lotnictwa myśliwsko-szturmowego w Babimoście.
20 sierpnia 1973 r. został dowódcą eskadry w 45 pułku, 4 września 1975 r. został mianowany zastępcą do spraw liniowych dowódcy, 24 grudnia 1975 r. był zastępcą do spraw szkolenia, 28 czerwca 1976 r. – ponownie zastępcą do spraw liniowych, 3 października 1977 r. został skierowany na Kurs Przeszkolenia Operacyjnego do Akademii Sztabu Generalnego Wojska Polskiego w Rembertowie.
28 listopada 1978 r. powierzono mu pełnienie obowiązków dowódcy 45 pułku lotnictwa myśliwsko-szturmowego w Babimoście. 7 sierpnia 1980 r. został zatwierdzony na tym stanowisku. 45 pułkiem dowodził do 21 września 1982 r.
Po zdaniu obowiązków dowódcy pułku pozostawał do dyspozycji dowódcy Wojsk Lotniczych. 21 grudnia 1982 r. przyjął obowiązki zastępcy szefa wydziału służb w Wyższej Oficerskiej Szkole Lotniczej w Dęblinie. 4 września 1987 r. objął stanowisko zastępcy komendanta Wyższej Oficerskiej Szkoły Lotniczej w Dęblinie. W okresie od 7 kwietnia 1989 r. do 16 października 1991 r. był etatowym zastępcą komendanta do spraw liniowych, od 17 października 1991 r. do 18 października 1994 r. zastępcą do spraw szkolenia lotniczego. Z tego stanowiska odszedł do rezerwy, zamieszkał w Lublinie.
Był pilotem wojskowym pierwszej klasy z nalotem ogólnym ponad 2500 godzin w tym 1900 godzin na samolotach odrzutowych. Latał na samolotach Lim-6 i PZL TS-11 Iskra.

## Życie prywatne
Miał żonę Annę i dwóch synów  – Andrzeja i Krzysztofa. Interesował się myślistwem i sportem.

## Ordery i odznaczenia

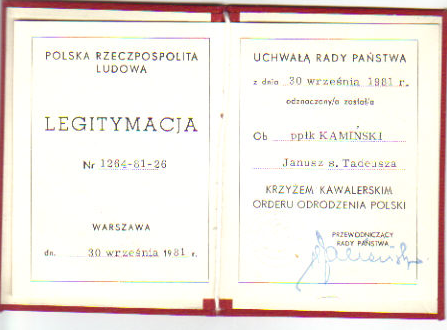
Legitymacja nadania Orderu Odrodzenia Polski

- Krzyż Kawalerski Orderu Odrodzenia Polski
- Srebrny Krzyż Zasługi
- Tytuł honorowy Zasłużony Pilot Wojskowy
- Tytuł zasłużonego działacza lotnictwa sportowego,
- Odznaka „Zasłużony Działacz Kultury Fizycznej”,
- Zasłużony dla Lubelszczyzny,